# Lotononis pusilla
Lotononis pusilla är en ärtväxtart som beskrevs av Dummer. Lotononis pusilla ingår i släktet Lotononis och familjen ärtväxter. Inga underarter finns listade i Catalogue of Life.